# 559
Évszázadok: 5. század – 6. század – 7. század
Évtizedek: 500-as évek – 510-es évek – 520-as évek – 530-as évek – 540-es évek – 550-es évek – 560-as évek – 570-es évek – 580-as évek – 590-es évek – 600-as évek
Évek: 554 – 555 – 556 – 557 –  558 – 559 – 560 – 561 – 562 – 563 – 564

## Események

### Bizánci Birodalom
- A Balkánt dúló kutrigurok megközelítik Konstantinápolyt, amelynek földrengés által megrongált falait még nem javították ki. Iusztinianosz császár visszahívja a visszavonult Belisariust, akinek csak 300 veterán lovas és felfegyverzett civilek állnak a rendelkezésére. A melantiasi csatában ügyes taktikájával legyőzi a 7 ezer lovasnomádot, akik visszamenekülnek a Dunán túlra.

### Európa
- Meghal Ida, Bernicia első angolszász királya. Utóda fia, Glappa.

### Kína
- Venhszüan, az Északi Csi dinasztia császára kivégezteti börtönben tartott fivéreit, Kao Huánt és Kao Csünt. Nemre és korra való tekintet nélkül kivégezteti a korábbi Északi Vej uralkodó dinasztiájának fogságban tartott tagjait is, nehogy veszélyeztessék a hatalmát. Ebből a célból kísérletet hajt végre velük: "papírbaglyot" erősít rájuk és lelöketi őket egy magas toronyból. Valamennyien lezuhannak és meghalnak, csak egy hercegnek, Jüan Huang-tounak sikerül 2,5 km-es repülés után épségben földet érnie, ezzel a történelem első ismert sárkányrepülését hajtva végre. A herceget ezután ismét elfogják és börtönbe vetik, ahol éhen hal.
- Az év végén a 33 éves Venhszüan császár megbetegszik (a történetírók szerint alkoholizmusa miatt) és meghal. Utóda 15 éves fia, Kao Jin, aki a Fej uralkodói nevet veszi fel.
- Megbetegszik és meghal a dél-kínai Csen-dinasztia 56 éves alapítója, Vu. Utóda unokaöccse, Csen Csien, aki a Ven uralkodói nevet veszi fel.

### Korea
- Silla királysága annektálja Ara Kaja városállamot, a Kaja Konföderáció tagját.
- Meghal Jangvon, Kogurjo királya. Utóda fia, Phjongvon.

## Születések
- I. Reccared, vizigót király

## Halálozások
- Csi Venhszüan-ti, az Északi Csi dinasztia császára
- Csen Vu-ti, a Csen dinasztia császára
- Ida, berniciai király
- Jangvon, kogurjói király
- Noblaci Leonard, remeteszent

## Fordítás
- Ez a szócikk részben vagy egészben  a(z)   559 című angol Wikipédia-szócikk ezen változatának fordításán alapul.  Az eredeti cikk szerkesztőit annak laptörténete sorolja fel. Ez a jelzés csupán a megfogalmazás eredetét és a szerzői jogokat jelzi, nem szolgál a cikkben szereplő információk forrásmegjelöléseként.